# Veľké Straciny
Veľké Straciny (hongrois : Nagyhalom) est un village de Slovaquie situé dans la région de Banská Bystrica.

## Histoire
La première mention écrite du village date de 1236.

## Démographie

### Évolution de la population
| Année:               | 1994. | 2004.    | 2014.    | 2024.   |
| -------------------- | ----- | -------- | -------- | ------- |
| Nombre de personnes: | 172   | 153      | 175      | 173     |
| Différence:          |       | -11,04 % | +14,37 % | -1,14 % |

| Année:               | 2023. | 2024.   |
| -------------------- | ----- | ------- |
| Nombre de personnes: | 174   | 173     |
| Différence:          |       | -0,57 % |